# Cara al sol
Cara al sol es el himno de la Falange Española de las JONS. Lo realizó un grupo de escritores convocados por José Antonio Primo de Rivera junto con Agustín de Foxá y otros miembros de la dirección del partido, sobre una pieza musical de Juan Tellería, cuya composición, de 1935, se titulaba originalmente Amanecer en Cegama.

## Historia
El 17 de noviembre de 1935, la dirección de Falange empezó a ver la necesidad de tener un himno para la agrupación. Fue a la salida de un mitin cuando se vio la conveniencia de poder cantar un himno en actos como ese.
En el estreno de la película La bandera, Primo de Rivera convocó a otros falangistas como María Jesús Mora, Rafael Sánchez Mazas, José María Alfaro y Dionisio Ridruejo a una reunión en el bar madrileño La Cueva del Or-kompon, situado en la calle Miguel Moya, 4. El 3 de diciembre de 1935 se reunió la llamada escuadra de poetas, compuesta por José Antonio Primo de Rivera, José María Alfaro, Agustín de Foxá, Dionisio Ridruejo, Pedro Mourlane Michelena, Jacinto Miquelarena, Rafael Sánchez Mazas y el marqués de Bolarque.
La directriz de Primo de Rivera fue clara:

Nuestro himno debe ser una canción alegre, exenta de odio, pero a la vez de guerra y amor. Haremos una estrofa a la novia, después una alusión a la guardia eterna en las estrellas, y luego otra a la victoria y la paz.

Con ironía, el fundador de Falange amenazó con dar una dosis de aceite de ricino al que faltara a dicha reunión (convocada el 3 de diciembre de 1935).
En unas cuantas horas de trabajo quedó compuesto el Cara al sol, que sería presentado en el mitin del cine Europa de Madrid el 2 de febrero de 1936.  
El célebre tenor Miguel Fleta, falangista, puso su voz para interpretarla.  
Tras el final de la Guerra Civil, pasó a ser uno de los himnos oficiales franquistas junto con la Marcha real y la Marcha de Oriamendi.
En 1972 se realizó una actualización, dándole un ritmo pop; pero fue prohibida por las autoridades, no autorizándolo hasta febrero de 1974.
En abril del año 2000, el Estado se hizo con la partitura original de este himno, titulado en su día por Tellería como Canto de guerra y paz de Falange Española, por un precio de 2 100 000 pesetas, dejándola depositada, junto a otras partituras del músico guipuzcoano, en la Biblioteca Nacional.
Actualmente, el Cara al sol se sigue entonando en todos los actos convocados por Falange Española y en fechas simbólicas del franquismo, como el 20 de noviembre, a pesar de que Falange no considera adecuada su vinculación al franquismo.

## Letra
Cara al sol con la camisa nueva
que tú bordaste en rojo ayer:
me hallará la muerte si me lleva
y no te vuelvo a ver.
Formaré, junto a mis compañeros
que hacen guardia sobre los luceros,
impasible el ademán,
y están presentes en nuestro afán.
Si te dicen que caí,
me fui al puesto que tengo allí.
Volverán banderas victoriosas
al paso alegre de la paz
y traerán prendidas cinco rosas:
las flechas de mi haz.
Volverá a reír la primavera,
que por cielo, tierra y mar se espera.
Arriba escuadras a vencer
que en España empieza a amanecer.

## Análisis
La letra de Cara al Sol es un himno con un tono marcial, heroico y combativo, evocando los himnos militares y patrióticos. Utiliza un lenguaje solemne y directo, con referencias constantes al sacrificio, la lucha y la lealtad. Desde el inicio, con la frase "Cara al sol con la camisa nueva", se establece una imagen de disposición a la acción, donde la camisa azul simboliza la identidad falangista. La referencia al rojo sugiere la sangre derramada o la pasión por la causa. A lo largo de la letra, el sacrificio es un elemento recurrente, especialmente en versos como "Me hallará la muerte si me lleva y no te vuelvo a ver", donde se presenta la muerte como un destino honorable dentro de la lucha. La exaltación de la victoria también es clave, con expresiones como "Volverán banderas victoriosas" y "A paso alegre volverán", que transmiten optimismo y determinación. Además, el himno introduce elementos de unidad nacional y religión, representados en frases como "Nos cubre la bandera" y "Nos llama España a luchar", en las que España se personifica como un ente que convoca al combate. También se hace una fuerte referencia al compañerismo y al heroísmo, donde los combatientes se presentan como una hermandad unida en la lucha y dispuesta al sacrificio por un ideal común. Finalmente, el recuerdo de los caídos es un elemento esencial de la letra, ya que los que han muerto en combate son honrados como ejemplo de entrega y valentía, reforzando así la idea de inmortalidad a través del sacrificio por la patria. En conjunto, Cara al Sol es un canto de propaganda falangista, diseñado para inspirar fervor y sentido de pertenencia, con una visión militarizada de la política y la vida.

## Influencia
En julio de 1955, en Argentina, sectores antiperonistas hicieron estallar bombas en la Escuela Superior Peronista y la editorial Mundo Peronista. Los golpistas compusieron un himno propio, escrito por Manuel Rodríguez Ocampo: la Marcha de la libertad, cuya letra y musicalización remiten al himno del Cara al sol. Esta marcha militar sería símbolo de la dictadura autodenominada Revolución Libertadora, que derrocó al gobierno de Juan Domingo Perón en 1955.
Durante la dictadura de Pedro Eugenio Aramburu, combinando un gran despliegue de su aparato de propaganda, la Marcha fue impuesta obligatoriamente dentro de las escuelas.